# CMTS

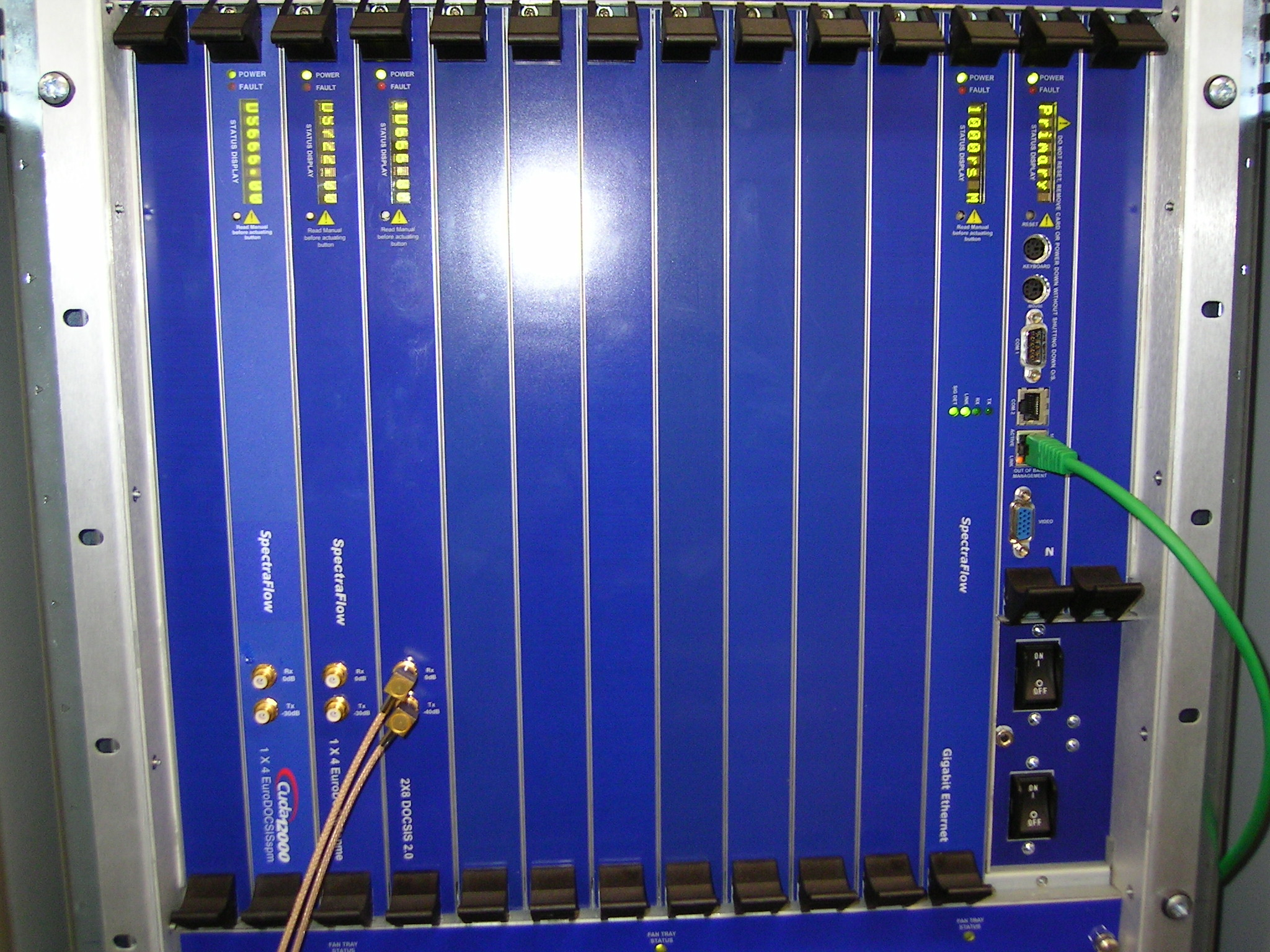
CMTS (Sistema de Terminación de Cablemódems).

CMTS son las siglas de Cable Modem Termination System (Sistema de Terminación de Cablemódems).
Es un equipo que se encuentra normalmente en la cabecera de la compañía de cable y se utiliza para proporcionar servicios de datos de alta velocidad, como Internet por cable o Voz sobre IP, a los abonados.
Para proporcionar dichos servicios de alta velocidad, la compañía conecta su cabecera a Internet mediante enlaces de datos de alta capacidad a un proveedor de servicios de red. En la parte de abonado de la cabecera, el CMTS habilita la comunicación con los cablemódems de los abonados. Dependiendo del CMTS, el número de cablemódems que puede manejar varía entre 4.000 y 150.000 o incluso más. Una determinada cabecera puede tener entre media docena y una docena de CMTS (a veces más) para dar servicio al conjunto de cablemódems que dependen de esa cabecera.
Para entender lo que es un CMTS se puede pensar en un router con conexiones Ethernet en un extremo y conexiones RF (radiofrecuencia) coaxiales en el otro. La interfaz RF transporta las señales de RF hacia y desde el cablemódem del abonado.
De hecho, la mayoría de CMTS tienen tanto conexiones Ethernet (u otras interfaces de alta velocidad más tradicionales) como interfaces RF. De esta forma, el tráfico que llega de Internet puede ser enrutado (o puenteado) mediante la interfaz Ethernet, a través del CMTS y después a las interfaces RF que están conectadas a la red HFC de la compañía de cable. El tráfico viaja por la red HFC para acabar en el cablemódem del domicilio del abonado. Obviamente, el tráfico que sale del domicilio del abonado pasará por el cablemódem y saldrá a Internet siguiendo el camino contrario.
Los CMTS normalmente solo manejan tráfico IP. El tráfico destinado al cablemódem enviado desde Internet, conocido como tráfico de bajada (downstream), se transporta encapsulado en paquetes MPEG. Estos paquetes MPEG se transportan en flujos de datos que normalmente se modulan en señales QAM.
El tráfico de subida (upstream, datos del cablemódem hacia la cabecera o Internet) se transporta en tramas Ethernet (no MPEG), típicamente en señales QPSK.
Un CMTS típico, permite al ordenador del abonado obtener una dirección IP mediante un servidor DHCP. Además, aparte de la IP, también suele asignar la puerta de enlace, servidores DNS, etc.
El CMTS también puede incorporar un filtrado básico como protección contra usuarios no autorizados y ciertos ataques. Se suele utilizar la regulación de tráfico para restringir las velocidades de transferencia de los usuarios finales. Un CMTS puede actuar como bridge o router.
El cablemódem de un abonado no puede comunicarse directamente con otros módems en la misma línea. En general, el tráfico del cablemódem se enruta a otros cablemódems o a Internet a través de una serie de CMTS y routers. Evidentemente una determinada ruta podría pasar por un único CMTS.
Un CMTS proporciona casi las mismas funciones que el DSLAM en sistemas DSL.
Lo mismo ocurre con una OLT en sistemas de fibra óptica, sobre foto en la FTTH.
- Datos: Q1024878
- Multimedia: CMTS / Q1024878